# (31485) 1999 CM51
1999 CM51 (asteroide 31485) é um asteroide da cintura principal. Possui uma excentricidade de 0.20332660 e uma inclinação de 14.67458º.
Este asteroide foi descoberto no dia 10 de fevereiro de 1999 por LINEAR em Socorro.